# Al-Furat-Universität

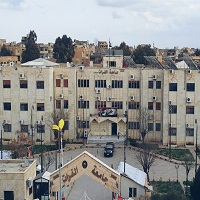
al-Furat-Universität (2019)

Die al-Furat-Universität (arabisch جامعة الفرات, DMG Ǧāmiʿat al-Furāt) ist eine syrische Universität mit dem Hauptsitz in Deir ez-Zor. Sie wurde 2006 als fünfte Universität in Syrien gegründet. Zu den Fakultäten zählen Agrartechnik, Naturwissenschaften, Bauingenieurwesen, Geisteswissenschaften, Kunstwissenschaften, Sozialwissenschaften, Veterinärmedizin, Rechtswissenschaften, Pädagogik und petrochemische Ingenieurwissenschaften. Des Weiteren ist dem Institut eine Krankenpflegeschule angegliedert.